# Christian Noyer
Pour les articles homonymes, voir Noyer.
Christian Noyer, né le 6 octobre 1950 à Soisy-sous-Montmorency (Val-d'Oise), est un haut fonctionnaire français.
Premier vice-président de la Banque centrale européenne de 1998 à 2002, il est gouverneur de la Banque de France entre 2003 et 2015 et président du conseil d'administration de la Banque des règlements internationaux entre 2010 et 2015. Il a par ailleurs été membre du Haut Conseil des finances publiques de 2015 à 2020.

## Biographie

### Origines et formation
Son père était conservateur des Hypothèques. Il forme dans sa jeunesse un groupe informel d'amis, les Pélopides, dont Yves-Thibault de Silguy fait partie.
Après avoir obtenu son baccalauréat au lycée Saint-Vincent de Rennes et effectué des études de droit à l'Université de Rennes 1 (licence en 1971) et à Paris puis à l'Institut d'études politiques de Paris (diplômé en 1972), il entre à l'École nationale d'administration en 1974 (promotion Guernica - aux côtés notamment de Jean-Charles Naouri, Jean-Pierre Tirouflet, Baudouin Prot, Yves-Thibault de Silguy, Serge Weinberg ou Michel de Rosen).
Il est membre du Club de l'horloge en 1974-1975.

### Carrière
Il a présidé le Club de Paris, chargé de rééchelonner la dette des pays pauvres, et il préside le Conseil de la politique monétaire, la Commission bancaire, ainsi que le Comité des établissements de crédit et des entreprises d'investissement. Il est membre du club Le Siècle.
À partir de 1976, il est affecté à la direction du Trésor du ministère de l'Économie et des finances, aux côtés de Xavier Moreno et de Gérard Pfauwadel. 
De 1980 à 1982, il est à la représentation permanente de la France auprès des communautés européennes. 
En 1982, il est nommé chef du bureau pour les réglementations et relations du ministère des finances avec la profession bancaire, tout en assurant de 1984 à 1987 le secrétariat général de l'association des anciens élèves de l'ENA.
De 1986 à 1988, il est conseiller au cabinet du ministre des Finances Édouard Balladur.
Il revient ensuite au trésor en occupant différents postes, avec plusieurs missions pour Édouard Balladur, gravissant les échelons avant de prendre la direction du Trésor en 1993, jusqu'en 1995.  En 1993, il est directeur de cabinet d'Edmond Alphandéry, ministre des finances. De 1995 à 1997, il est directeur de cabinet de Jean Arthuis, ministre des Finances.
En 1998, à la création de la Banque centrale européenne, et après l'échec de la France à placer un Français à sa tête, Christian Noyer est nommé vice-président auprès du Néerlandais Wim Duisenberg.
Puis en 2003, il remplace Jean-Claude Trichet à la tête de la Banque de France. À ce titre, il est membre du Conseil des Gouverneurs de la Banque centrale européenne. Son mandat de six ans, renouvelé en octobre 2009, s'achève en 2015, Christian Noyer atteignant la limite d'âge pour occuper cette fonction.
Le 8 mars 2010, Christian Noyer est nommé président du conseil d'administration de la Banque des règlements internationaux (BRI) pour un mandat de trois ans. En janvier 2013, il y est reconduit pour une durée de trois ans.
Il est nommé membre du Haut Conseil des finances publiques par le président de la commission des finances de l’Assemblée nationale, à compter du 21 septembre 2015, pour une durée de cinq ans.
Avant l'été 2016, le Premier ministre Manuel Valls lui confie la mission de rencontrer les établissements financiers internationaux et d'évaluer les chances de la France de les attirer après le Brexit.
Il est membre du Group of Thirty.
En janvier 2024, il est mandaté par Bruno Le Maire pour piloter une mission sur l'union des capitaux en Europe, notamment la libre circulation de l'épargne et des investissements au sein de l'UE.

## Décorations
- Commandeur de la Légion d'honneur (2012)
- Chevalier de l'ordre national du Mérite
- Commandeur de l'ordre des Arts et des Lettres
- Étoile d'or et d'argent de l'ordre du Soleil levant[12]
- Gouverneur honoraire de la Banque de France (depuis le 6 novembre 2015)[13]

## Ouvrages
- Banques, la règle du jeu, Bordas Editions, 1993 (ISBN 978-2040188887)